# Jim Sheridan (Politiker)

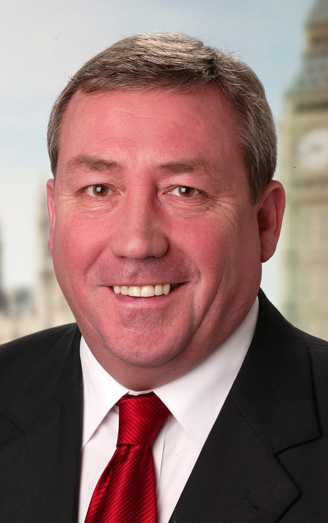
Jim Sheridan (2011)

James „Jim“ Sheridan (* 24. November 1952; † vor oder am 23. September 2022) war ein britischer Politiker.

## Politischer Werdegang
Nachdem sich Sheridan neben seiner beruflichen Tätigkeit bereits im gewerkschaftlichen Bereich engagiert hatte, wurde er bei den Regionalratswahlen 1999 als Kandidat der Labour Party im Wahlbezirk Erskine Central aufgestellt. Er gewann die Wahlen und gehörte für eine Wahlperiode dem Rat der Council Area Renfrewshire an.
Nachdem Tommy Graham, welcher den Wahlkreis West Renfrewshire im britischen Unterhaus für die Labour Party vertrat, zu den Unterhauswahlen 2001 nicht mehr antrat, stellte die Partei Sheridan auf. Dieser erhielt am Wahltag den höchsten Stimmenanteil und zog in der Folge erstmals in das House of Commons ein.
Im Zuge der Wahlkreisrevision im Vorfeld der Unterhauswahlen 2005 wurde der Wahlkreis West Renfrewshire aufgelöst. Weite Teile gingen in dem neugeschaffenen Wahlkreis Paisley and Renfrewshire North auf, um dessen Mandat sich Sheridan bei den Wahlen bewarb. Mit einem Stimmenanteil von 45,7 % setzte er sich deutlich gegen seine Kontrahenten durch. Im Parlament erhielt er einen Posten als Parliamentary Private Secretary im Verteidigungsministerium. Auf Grund politischer Differenzen im Zusammenhang mit dem Libanonkrieg 2006 trat Sheridan 2006 von dieser Position zurück. Bei den Unterhauswahlen 2010 erhielt Sheridan 54,0 % der Stimmen seines Wahlkreises und verteidigte damit sein Mandat. Nach massiven Stimmverlusten unterlag er bei den Wahlen 2015 dem SNP-Kandidaten Gavin Newlands und schied aus dem britischen Unterhaus aus.